# Maurice-Louis Faure
Pour les articles homonymes, voir Maurice Faure et Faure.
Maurice-Louis Faure, né à Saillans (Drôme) le 7 janvier 1850 et mort dans la même ville le 8 décembre 1919, est un homme politique français, poète en langue occitane et félibre,.

## Biographie
Il grandit à Alès où sa mère s'est retirée peu avant le coup d'État du 2 décembre 1851, le père de Maurice s’étant séparé d’elle alors qu’il n’avait qu’un an. Sa famille est alliée à celle de Barnave. Son père a été victime de la répression suivant le coup d’État du 2 décembre.
Il participe au « mouvement de renaissance linguistiquea » du provençal dans cette ville, qu'il quitte après la chute du Second Empire. Il participe aussi à la création de journaux républicains en 1869.
Député radical-socialiste de la Drôme de 1885 à 1902, puis sénateur de la Drôme de 1902 à 1919, il est président du Parti radical de 1903 à 1904. Il est également maire de Saillans (Drôme) de 1896 à sa mort.
Il est Ministre de l'Instruction publique et des beaux-arts du 3 novembre 1910 au 2 mars 1911 dans le deuxième gouvernement Aristide Briand.
Il crée à Paris en 1876 la société littéraire et artistique La Cigale, regroupant des hommes de lettres et artistes de Paris originaires du Sud, les Cigaliers. La Cigale est la première société savante régionale créée à Paris, avant La Pomme, fondée l'année suivante pour les Parisiens originaires de Normandie et de Bretagne. En 1881, Maurice Faure est élu majoral du Félibrige (Cigalo dóu Gardoun).

## Œuvres
- Nèblo e Soulèu, Brume et Soleil - Recueil de poésies provençales, préface par Frédéric Mistral
- Chez Félix Carbonnel à Paris, Librairie Roumanille, en Avignon, 1924.